# 多磨駅

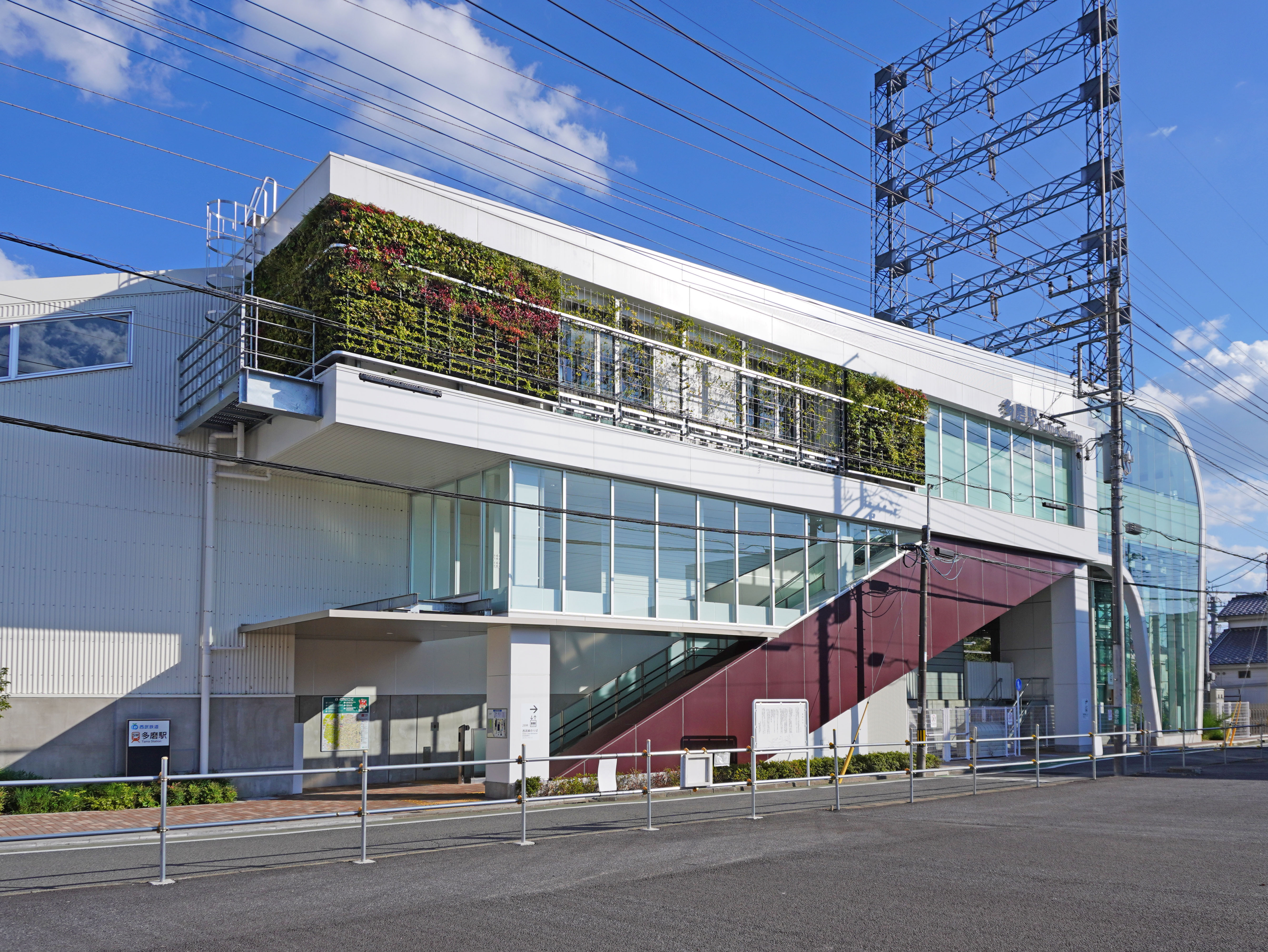
西口（2022年10月）

多磨駅（たまえき）は、東京都府中市紅葉丘三丁目にある西武鉄道多摩川線の駅。副駅名は東京外大前（とうきょうがいだいまえ）。駅番号はSW03。

## 歴史
- 1929年（昭和4年）1月5日：多摩鉄道多磨墓地前駅（たまぼちまええき）として開業。
- 1988年（昭和63年）3月5日：新駅舎使用開始[3]。
- 2001年（平成13年）3月28日：駅名を多磨駅に改称[1]。
- 2018年（平成30年）6月7日：橋上駅舎化及び自由通路整備事業発表（2020年事業完了予定）[2]。
- 2019年（令和元年）5月26日：この日の始発から下り2番線ホームを上り下り共用とする1面1線式となる。
- 2020年（令和2年）
  - 10月24日：この日の始発から旧上り1番線ホームを上り下り共用とし、旧下り2番線ホームおよび構内踏切を廃止。
  - 12月23日：橋上駅舎および自由通路が供用開始[4]。

### 駅名の由来
当駅近隣を含む府中市東部の旧地名である旧北多摩郡多磨村および多磨霊園に由来する。
開業時は、本駅至近にあり当時日本最大級の公営墓地であった多磨墓地にちなみ、多磨墓地前駅と命名された。その後、1935年に多磨墓地が多磨霊園へ改称した後も駅名はそのままとされた。
1990年代後半以降、駅東側の旧調布基地跡地利用に関する都市計画が進展し、武蔵野公園や東京外国語大学、味の素スタジアムなどといった施設の建設が決まるにつれ、近隣住民から墓地の語が駅名に含まれることの是非が問われるようになった。特に榊原記念病院については、府中市議会でも「病院に行くのに墓地前駅で降りるのは明るい感じがしない」と指摘された。
一方で、霊園周辺にある石材店を中心に「長く使われている駅名で馴染みがある」などの意見もあったことから、府中市・地元協議会・西武鉄道による検討の末、新駅名を多磨駅とすることが決まり、2001年に改称された。

## 駅構造
単式ホーム1面1線を有する橋上駅。2020年12月23日の始発より橋上駅舎へ移行した。
駅舎は是政寄りにあり、西口および東口と改札口並びに改札階とホーム階はそれぞれ階段、エスカレーター（上りのみ）、エレベーターで連絡している。バスロータリーは東口にある。
橋上駅舎移行時に多摩川線では武蔵境駅に次いで二例目となる自動改札機が導入された。なお、のりこし精算機は設置されていないので精算の必要がある場合は有人改札で対応する。
トイレは駅舎内にあり、ユニバーサルデザインの一環として多機能トイレも設置されている。
2021年10月1日より多摩川線で実施されているサイクルトレインは当初、当駅のみ改札外の自由通路（府中市道）が歩行者専用となっていたため、終日自転車を持ち込んでの利用はできなかった。しかし、2023年4月1日よりサイクルトレイン利用者に限って自由通路の自転車通行が認められ、当駅でも自転車を持ち込んでの利用ができるようになった。

### のりば
| 路線     | 方向 | 行先             |
| -------- | ---- | ---------------- |
| 多摩川線 | 上り | 武蔵境方面       |
| 多摩川線 | 下り | 白糸台・是政方面 |

- 1面1線のホームのため、競艇場前駅と同様に案内上のホーム番号はない。

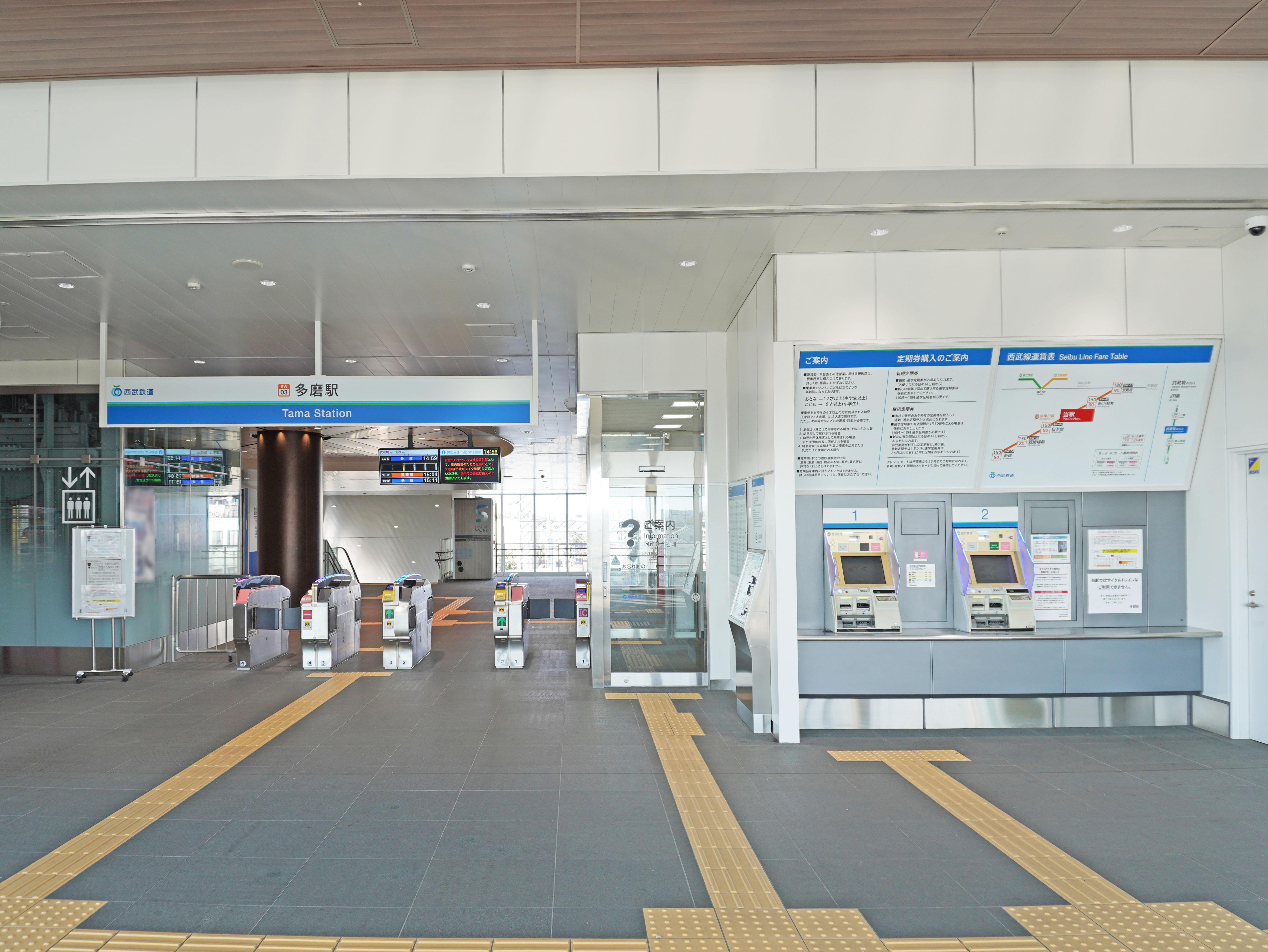
改札口（2022年10月）
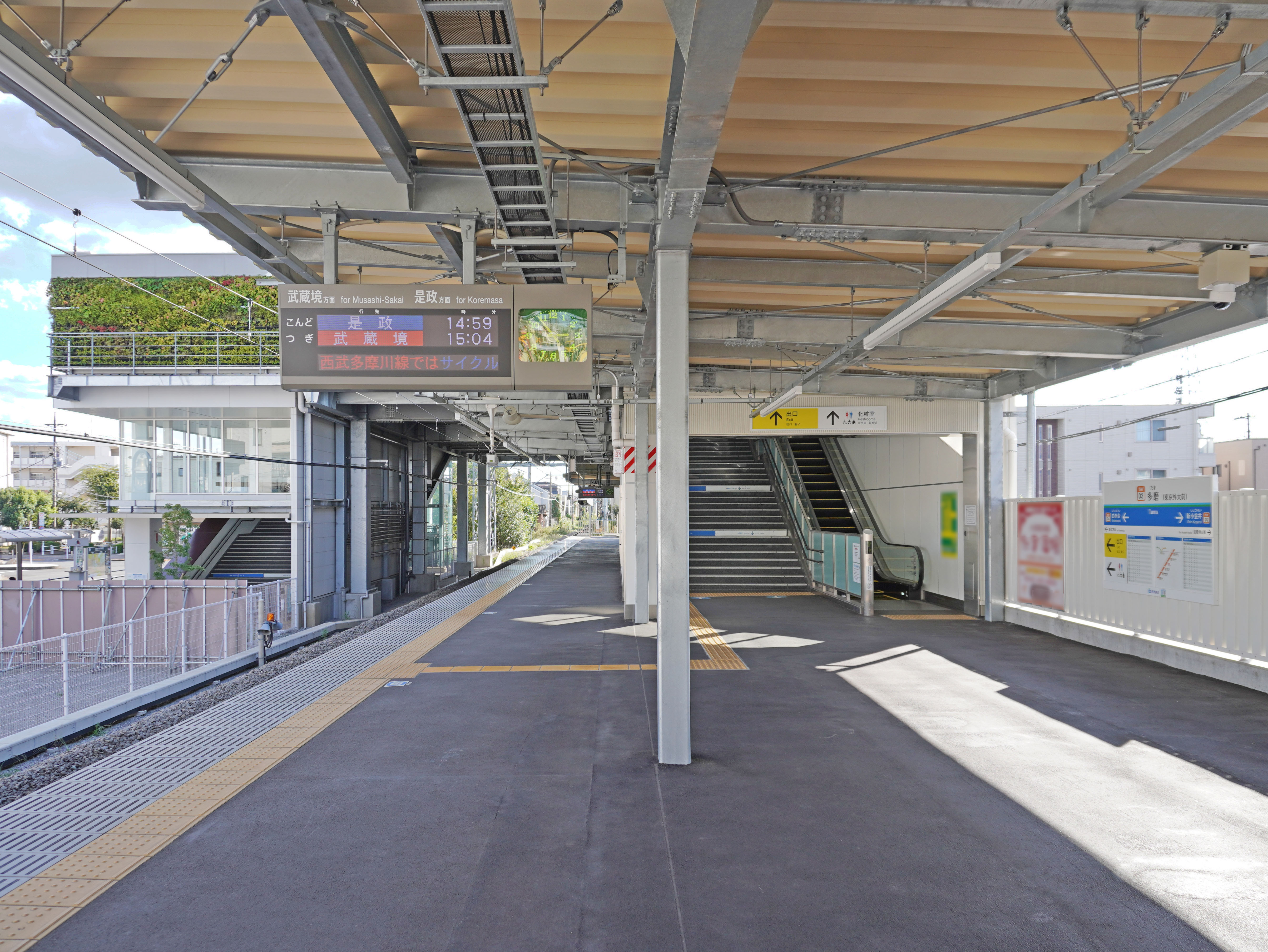
ホーム（2022年10月）

### 旧駅舎
駅舎改良工事が行われるまでは相対式ホーム2面2線を有する地上駅だった。ただし、工事の進展に伴い、2019年5月26日より1面1線の単式ホームとなった。
駅舎は西側の武蔵境寄りにあり、下りホームとの間は構内踏切により連絡していた。駅舎を出ると東側のバス乗り場と連絡する自由地下通路があったが、橋上駅舎へ移行時に閉鎖された。
自動改札機は未導入だったが、2007年3月18日のPASMO導入にあたりICカード専用の簡易改札機が設置されていた。臨時の出札窓口（有人）があったが近年は使用されていなかった。
2019年3月15日のダイヤ改正前までは早朝・夜間帯に当駅で列車交換が行われていた。
トイレは上りホーム上にあり、多機能トイレも設置されていた。

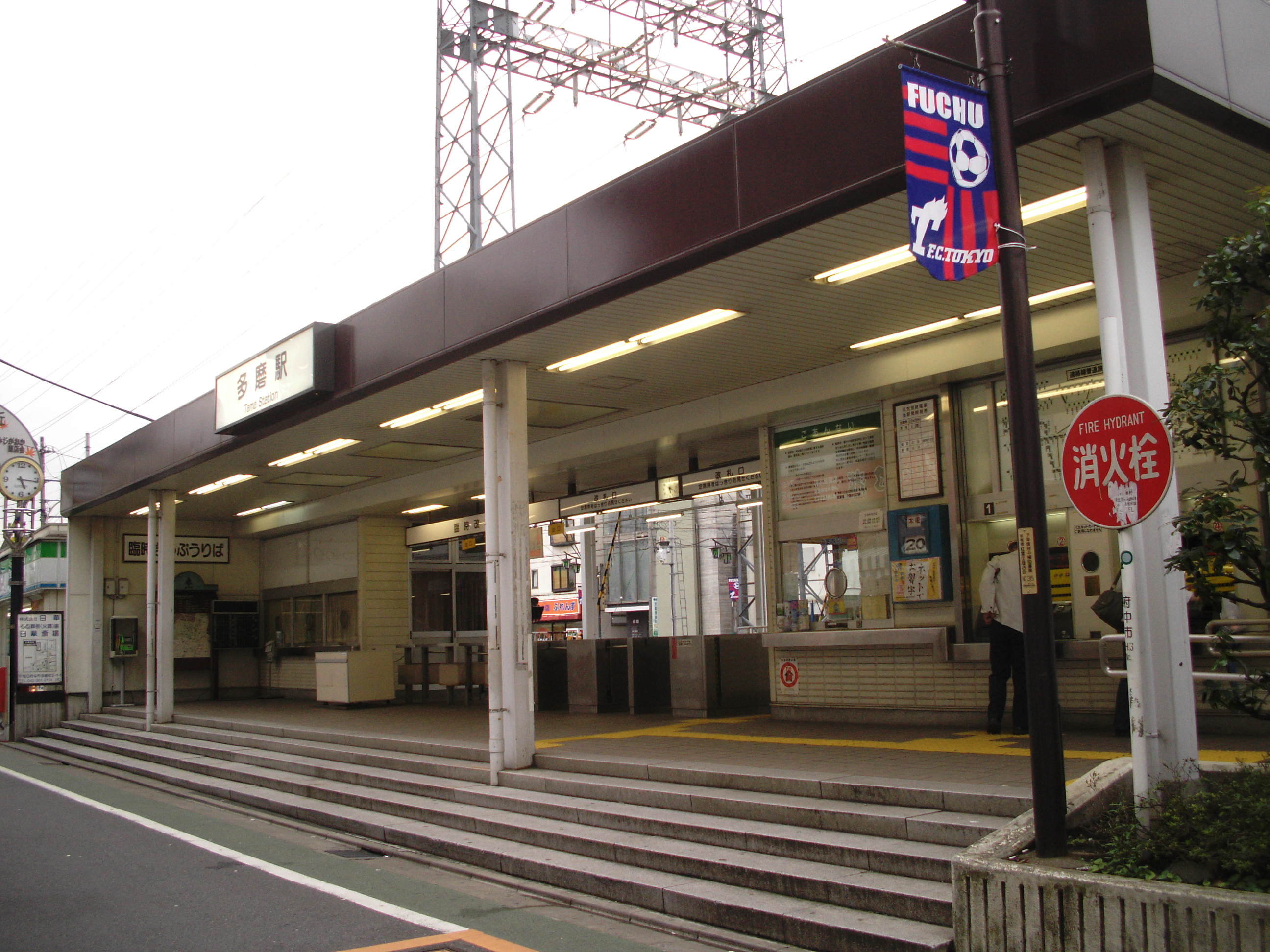
旧駅舎・改札口（2006年7月）
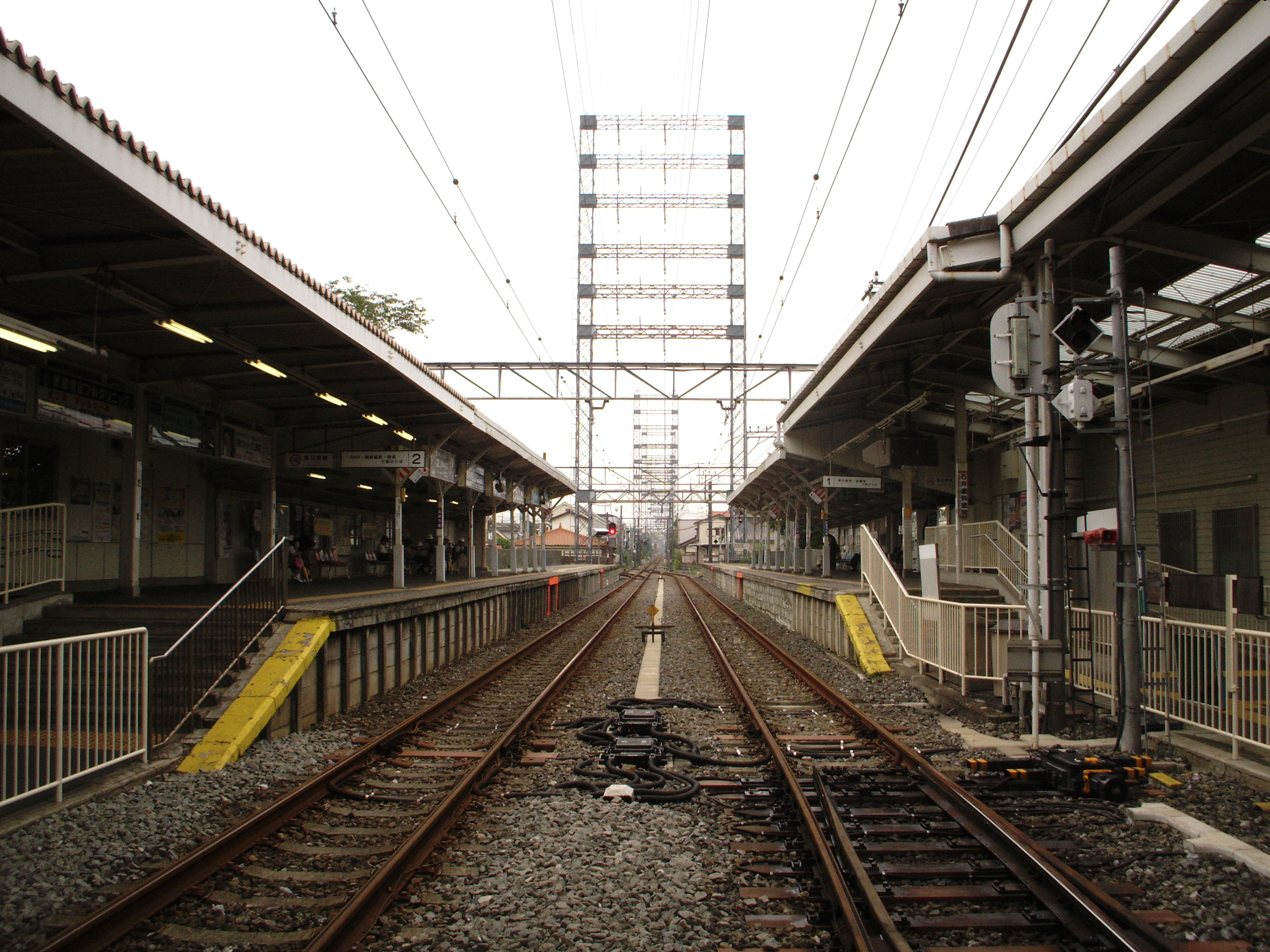
2面2線のホーム（2007年6月）

### 駅改良事業
開業以来地上駅であったが、西武鉄道は2018年（平成30年）6月7日に橋上駅舎化と自由通路整備事業計画を発表し、2019年～2020年にかけて、橋上駅舎化、自由通路整備、東口新設、構内踏切廃止、プラットホーム拡幅、バリアフリー施設整備を内容とする駅改良事業を、府中市との協力により開始した。
この工事に伴い、2019年3月15日まで早朝・夜間帯に当駅で行われていた列車交換は翌日より廃止された。
同年5月26日からは下り2番ホームを上り下り共用にして、1番ホームは工事に伴い閉鎖された（1番ホームに設置のトイレは利用可能だった）。このため、改札口からホームを利用するためには、上り下りのどちらの場合でも構内踏切を渡る必要があり、特に上り電車の場合は踏切の遮断時間の関係から発車時刻間際に改札口を通過しても乗車する事が出来なくなるため2分以上余裕をもって利用するように告知がされていた。また、同一ホームから別方向の列車が発着するため、フルカラーLEDによる発車標も設置されていた。この期間に旧上りホームおよび旧上り線の線路跡を利用して旧上りホームの拡張が行われた。
2020年10月24日に、拡張された旧上りホーム（これ以降は無番化）が供用開始され、それまで上り下り共用だった旧下りホームおよび構内踏切が廃止された。これにより構内踏切の遮断を気にせずに乗車できるようになった。
2020年（令和2年）12月23日始発より橋上駅舎と自由通路が供用開始された。これによりエスカレーター・エレベーターなどのバリアフリー設備が整備された。
しかしこの駅舎改良工事には、府中市も約14億円の費用（市税）を負担し、地元住民や府中市議会議員からの要望を受けていたにもかかわらず、下りエスカレーターは設置されなかった。西武鉄道側はその理由について「エスカレーター設置スペースの幅が狭いため設置できない」と回答している。しかし同市内の京王電鉄多磨霊園駅や武蔵野台駅では、スペースの幅が狭くても上下エスカレーターが設置されていることが指摘された。エスカレーターなどの設備を後付けで増設するのは費用がかさみ、大掛かりな工事となって鉄道利用上も影響を及ぼすため、駅舎新築の時点で設置しておくべきだったと指摘されている。地元では引き続き、西武鉄道に対して下りエスカレーターの設置を要望していくとしている。

## 利用状況
2024年（令和6年）度の1日平均乗降人員は12,915人であり、西武鉄道全92駅中61位。多摩川線では武蔵境駅に次いで多い。
近年の1日平均乗降・乗車人員の推移は下表の通りである。
| 年度               | 1日平均 乗降人員 | 1日平均 乗車人員 | 出典     |
| ------------------ | ---------------- | ---------------- | -------- |
| 1990年（平成02年） |                  | 4,540            | [ * 1 ]  |
| 1991年（平成03年） |                  | 4,770            | [ * 2 ]  |
| 1992年（平成04年） |                  | 4,764            | [ * 3 ]  |
| 1993年（平成05年） |                  | 4,811            | [ * 4 ]  |
| 1994年（平成06年） |                  | 4,690            | [ * 5 ]  |
| 1995年（平成07年） |                  | 4,617            | [ * 6 ]  |
| 1996年（平成08年） |                  | 4,479            | [ * 7 ]  |
| 1997年（平成09年） |                  | 4,419            | [ * 8 ]  |
| 1998年（平成10年） | 7,893            | 4,348            | [ * 9 ]  |
| 1999年（平成11年） | 7,891            | 4,380            | [ * 10 ] |
| 2000年（平成12年） | 9,517            | 5,310            | [ * 11 ] |
| 2001年（平成13年） | 11,536           | 6,427            | [ * 12 ] |
| 2002年（平成14年） | 11,621           | 6,466            | [ * 13 ] |
| 2003年（平成15年） | 11,568           | 6,429            | [ * 14 ] |
| 2004年（平成16年） | 11,944           | 6,427            | [ * 15 ] |
| 2005年（平成17年） | 11,901           | 6,181            | [ * 16 ] |
| 2006年（平成18年） | 11,748           | 6,099            | [ * 17 ] |
| 2007年（平成19年） | 11,875           | 6,057            | [ * 18 ] |
| 2008年（平成20年） | 12,475           | 6,326            | [ * 19 ] |
| 2009年（平成21年） | 12,830           | 6,485            | [ * 20 ] |
| 2010年（平成22年） | 12,873           | 6,427            | [ * 21 ] |
| 2011年（平成23年） | 12,401           | 6,205            | [ * 22 ] |
| 2012年（平成24年） | 12,809           | 6,411            | [ * 23 ] |
| 2013年（平成25年） | 13,260           | 6,641            | [ * 24 ] |
| 2014年（平成26年） | 13,460           | 6,745            | [ * 25 ] |
| 2015年（平成27年） | 13,807           | 6,923            | [ * 26 ] |
| 2016年（平成28年） | 13,838           | 6,940            | [ * 27 ] |
| 2017年（平成29年） | 13,903           | 6,975            | [ * 28 ] |
| 2018年（平成30年） | 13,971           | 7,011            | [ * 29 ] |
| 2019年（令和元年） | 13,757           | 6,907            | [ * 30 ] |
| 2020年（令和02年） | 7,934            |                  |          |
| 2021年（令和03年） | 10,284           |                  |          |
| 2022年（令和04年） | 11,589           |                  |          |
| 2023年（令和05年） | 12,371           |                  |          |
| 2024年（令和06年） | 12,915           |                  |          |

## 駅周辺
旧在日米軍関東村の北西端に近く、その跡地に開業した施設群へのアクセス駅となっている。
- 東京都立多磨霊園
- 府中紅葉丘郵便局
- 府中市立紅葉丘図書館
- 警視庁府中運転免許試験場
- 東京外国語大学
- 警視庁警察学校
- 警察大学校
- 武蔵野の森オリンピック・パラリンピックパーク[14]
  - 武蔵野の森公園
  - 武蔵野の森総合スポーツプラザ（京王アリーナTOKYO）
  - 東京スタジアム（味の素スタジアム）

## バス路線

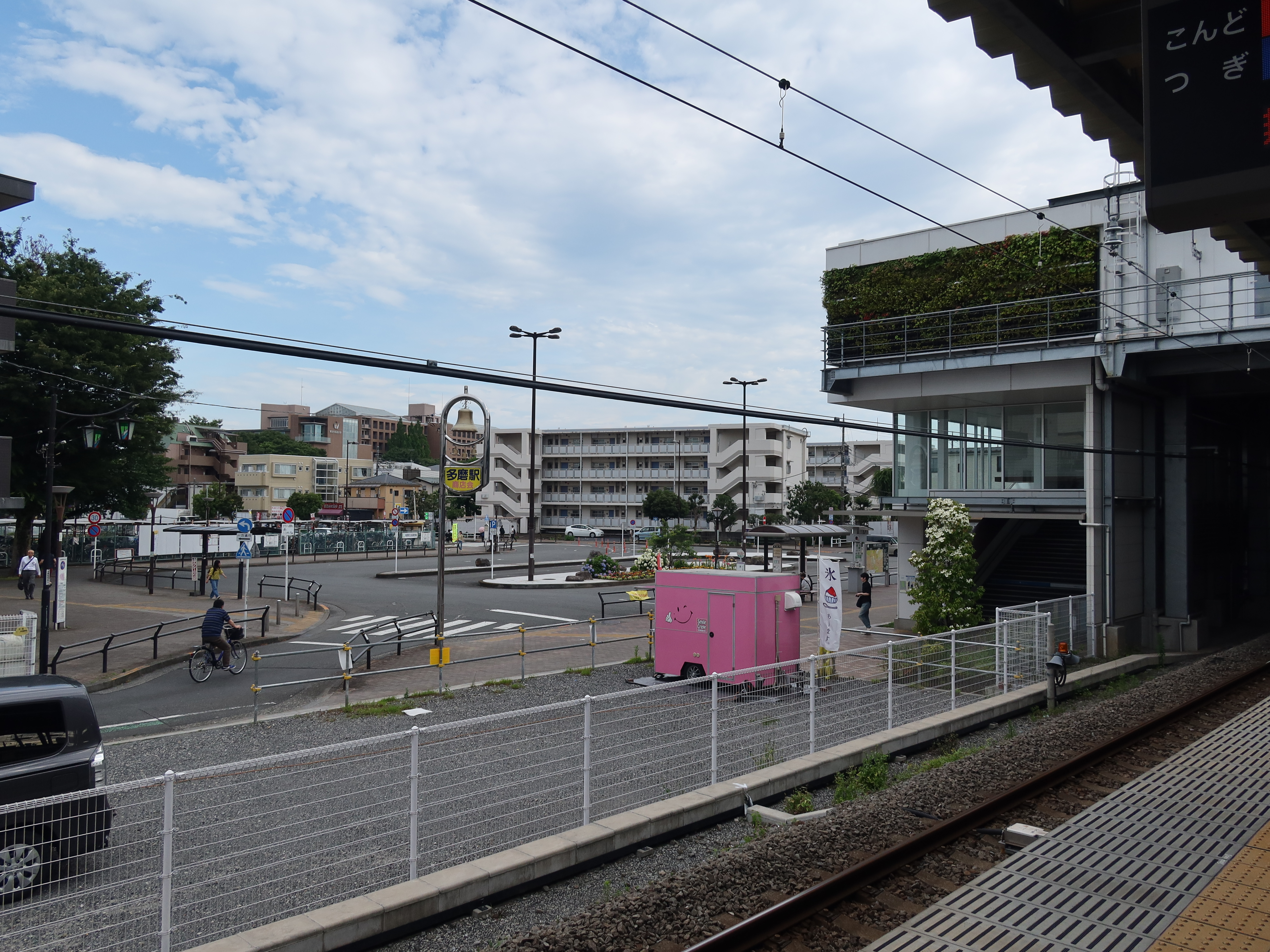
東口

京王バス・小田急バスの路線と府中市コミュニティバス「ちゅうバス」が発着する。全て東口発着。
- 飛01系統：外語大循環
- 飛02系統：飛田給駅北口
- 調33系統：調布駅北口
- 鷹52系統：三鷹駅 / 榊原記念病院・車返団地・朝日町三丁目
- ちゅうバス朝日町ルート：府中駅

## 隣の駅
西武鉄道
 多摩川線
新小金井駅 (SW02) - 多磨駅 (SW03) - 白糸台駅 (SW04)